# 국립광주박물관
국립광주박물관(國立光州博物館)은 국립중앙박물관 산하 기관으로 광주광역시의 국립 박물관이다. 1976년부터 발굴이 시작된 신안 해저유물 매장해역의 유물을 비롯한 호남지방의 문화재 보존과 전시를 위해 1978년 설립되었다.
박물관은 야외전시 공간과 전시실, 연구동 등으로 구성되어 있으며 본관 전시실은 구석기 시대에서 조선 시대에 이르는 유물들을 전시하고 있다. 2023년 4월부터 새롭게 도자문화전시관을 개장하기 위해 공사중이며 2025년 10월 완공 예정이다.

## 개요
1975년 8월 신안 앞바다에서 어부가 도자기 몇 점을 건져 올린 것이 이듬해인 1976년 뒤늦게 신고된 후 신안 해저유물의 발굴이 시작되었다. 그해 10월에서 11월에 걸친 예비 조사에서 송, 원 시기의 도가지 5천여점이 발견되면서 학계와 대중의 이목이 집중되었다. 문화재청은 발굴이 계속되는 유물의 복원과 전시를 위해 광주에 국립박물관을 세우기로 결정하였다.
신안 해저유물 매장해역은 1984년까지 10여차례의 발굴이 계속되면서 동전을 제외하고도 2만 3502점에 이르는 유물이 발굴되었기 때문에 유물의 보전과 전시 역시 늦어지게 되었고 결국 국립해양유산연구소와 국립중앙박물관 등으로 분산되었다. 그 사이 국립광주박물관은 1983년 무등산의 사찰인 원효사 발굴 유물의 소장하게 되면서 호남지방의 유물을 보관 전시하는 박물관으로 성격이 바뀌어 자리잡게 되었다.
호남지방은 고려시대에서 조선 시대에 이르기까지 고려청자와 분청사기, 조선백자와 같은 도자기의 생산이 활발한 곳이었고 국립광주박물관은 이러한 도자 유물의 보존과 전시를 특색으로 하게되었다.

## 본관
국립광주박물관의 본관 건물은 1977년 건축가 박춘명이 설계하였다. 박춘명은 63빌딩 등을 설계한 건축가이다. 박정희 정부 시기의 다른 여러 박물관 건축과 같이 국립광주박물관 역시 전통 한옥의 외관을 철근콘크리트로 형상화 하였다. 그러나 외관만 한옥을 본뜬 채 지역의 특색이나 실제 한옥 건축이 갖는 구조적 특징 등이 반영되어 있지는 않다는 평가를 받는다.

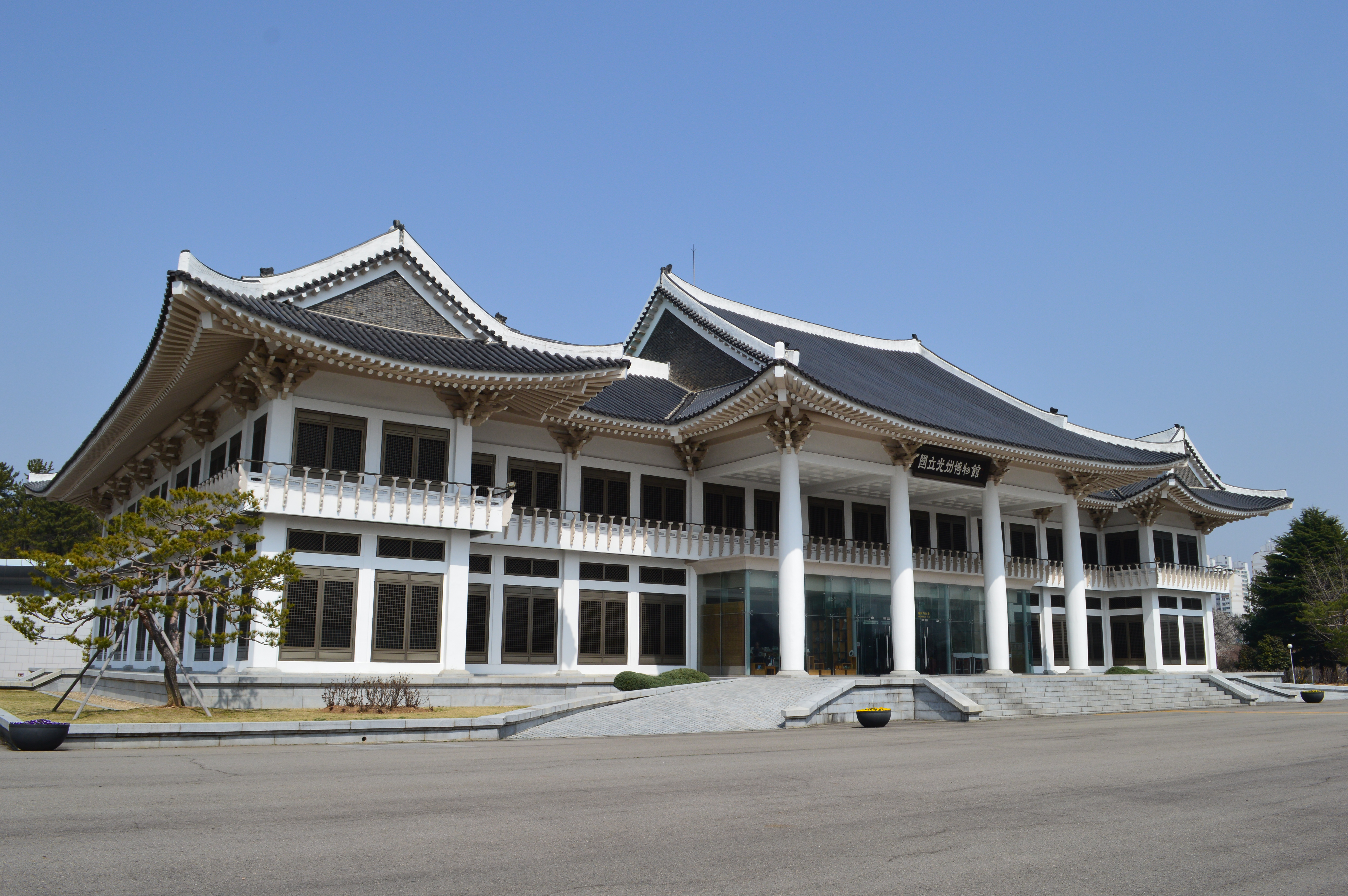
국립광주박물관 본관

## 박물관 구성
국립광주박물관 1층에는 선사,고대,농경,문화실 총 3개의 실과 중앙홀이 구성되어 있다. 국립광주박물관 2층에는 중.근세문화실, 아시아관과 기획전시실이 있다.
상설전시실은 무료이다. 아래 항목인 유물이 특별전시에 따라 유물을 전시하는 경우도 있다.

### 1층
선사.고대문화실,농경문화실 총 2개의 실과 중앙홀이 구성되어 있다. 도록이나, 기념품을 판다.
- 선사.고대문화실- 화순 대곡리 청동기 일괄 등 선사시대 유물)
- 농경문화실- 광주 신창동 유적 유물
- 중앙홀- 광양 중흥산성 쌍사자 석등(국보 제103호)

#### 선사. 고대문화실

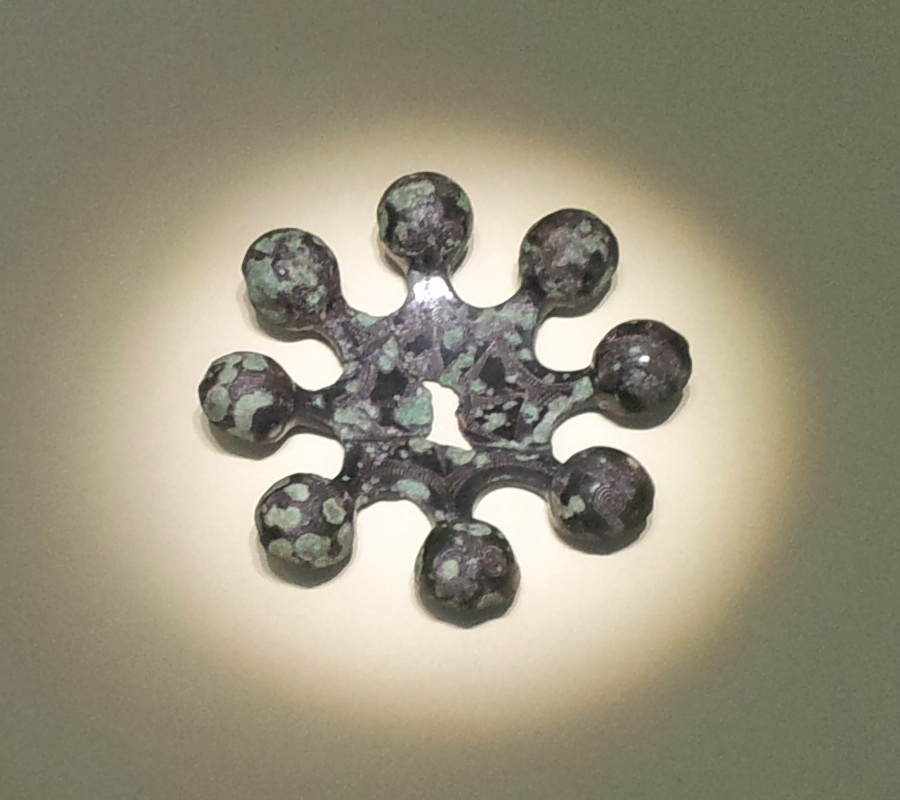
선사문화실에 전시된 화순 대곡리 청동기 일괄 (국보 제 143호)

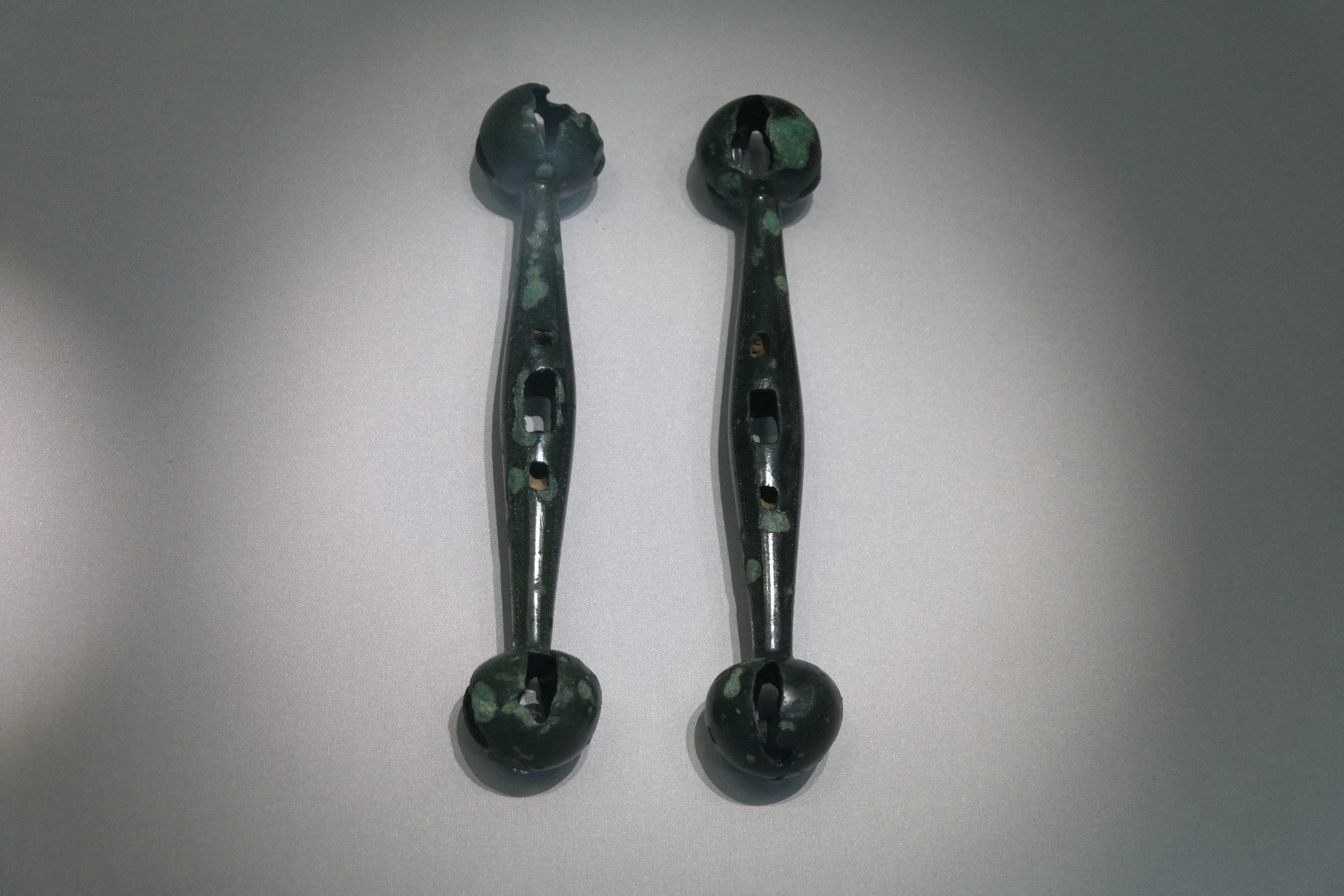
Bronze Rattles (국보 제 143호)

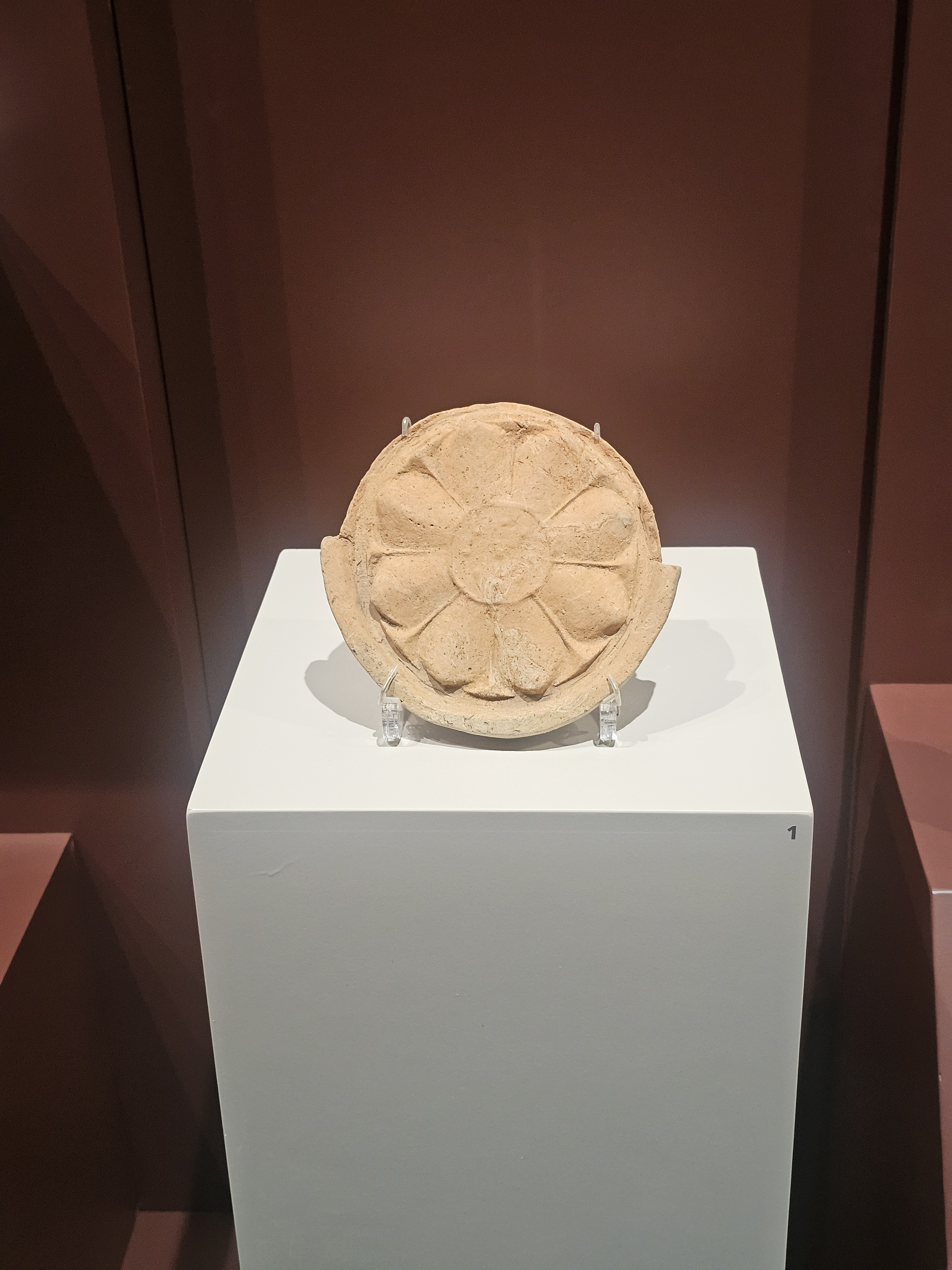
수막새

선사문화실은 구석기시대~통일신라시대에 이르는 역사의 전개과정을 보여주며, 구석기문화는 인류가 자연환경에 적응해가는 과정에서 최초로 이룩한 문화이며, 광주.전남 지역에서는 6만 5천년 전 무렵부터 사람이 살았던 흔적이 발견된다. 신석기문화는 약 1만년 전 빙하기 이후 변화된 환경에 적응하며 정착생활을 시작한 사람들이 남긴 문화이며, 유물은 여수시 송도와 안도 유적 출토품이 전시되어 있다. 청동기시대 유물로 고인돌 출토유물과 함께 화순군 대곡리에서 출토된 국보 청동유물이 전시되어 있다.

#### 농경문화실
아시아를 대표하는 농경유적인 광주 신창동 유적을 조사.연구하여 고대 농경문화를 복원하고 있다. 칠기나 수레바퀴 등 고대의 기술을 보여주는 자료와 함께 줄을 뜯어 소리를 내는 현악기, 천을 짜는 바디 등 우리 고대를 복원하는데 결정적인 자료를 전시하고 있다.

#### 중앙홀

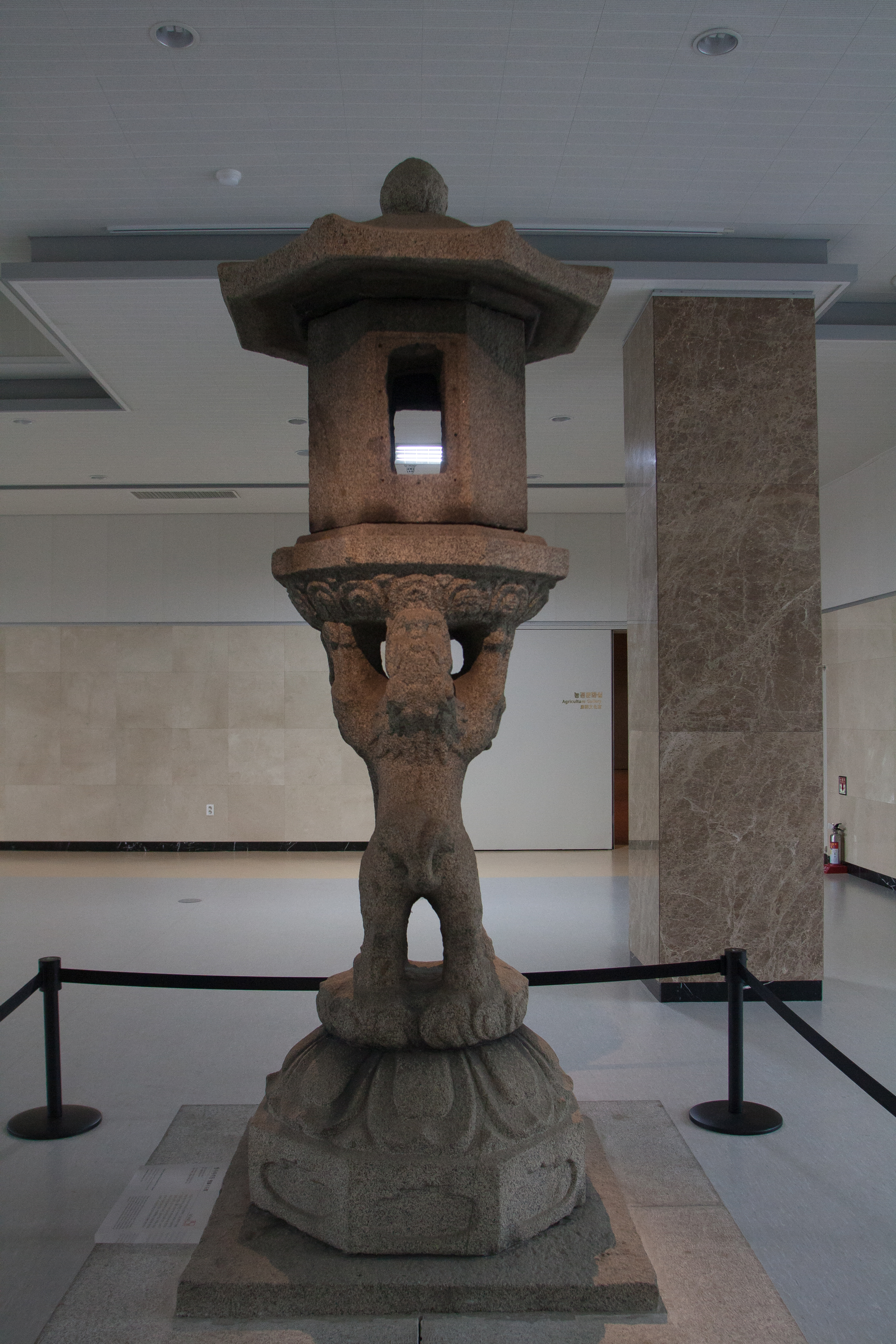
광양 중흥산성 쌍사자 석등 01

통일신라시대 석조물의 우수성을 보여주던 국보 제103호, 광양 중흥산성 쌍사자 석등을 전시되어 있다.

### 2층
중,근세문화실, 아시아실과 기획전시실이 있다. 중.근세문화실은 고려시대~조선시대에 이르는 다양한 문화를 주제별로 보여준다.
- 불교미술실- 청동법종, 묘법현화경(국보 제185호), 성거사지 5층석탑 사리탑, 나한상, 금동 아미타삼존불상과 청동불감 등
- 도자실-청자, 백자
- 유교문화실- 현자총통(보물 제1233호) 등
- 서화실- 허련의 그림들 등
- 아시아실
- 기획전시실- 기획전시를 할 때 사용된다. 기획전시를 하지 않으면 관람객이 기획전시실에 들어갈 수 없다.

### 불교미술실

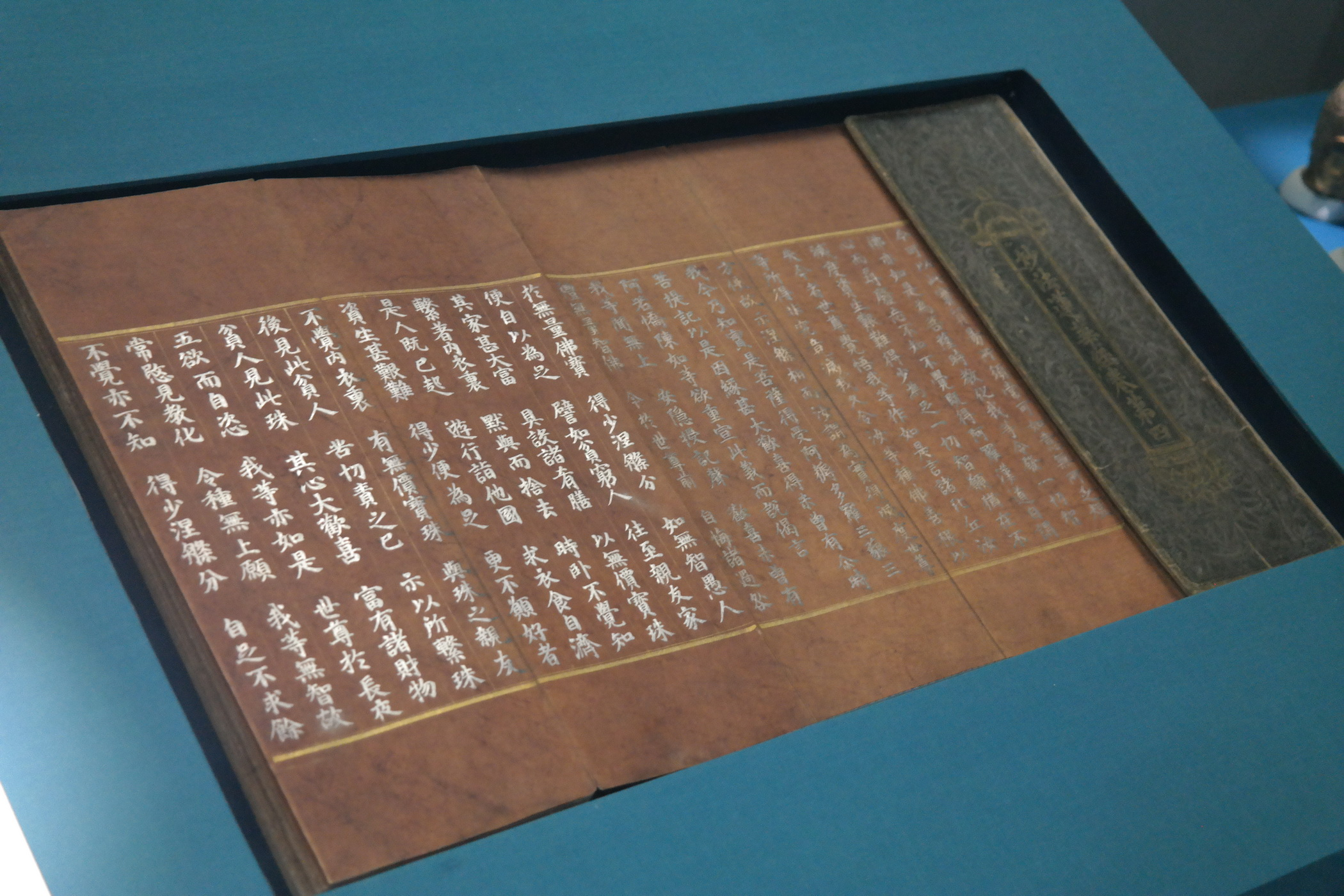
국보 185호 묘법연화경

불교미술실은 광주.전남지역의 석탑과 절터(사지)에서 출토된 사리함, 불교 의식구, 불상 등으로 불교문화를 소개한다.

### 도자실
도자실은 고려청자의 본향인 강진에서 만든 세련된 작품과 조선의 분청사기, 백자를 통해 선조들의 미의식을 감상할 수 있다.

### 유교문화실
유교문화실은 개인 또는 문중에서 기중한 소중한 문화재를 중심으로 우리 고장의 인물과 관련된 주제로 구성하여 정기적으로 교체하고 있으며, 서화는 녹우당에서 운림산방으로 이어진 남도전통회화의 맥을 조선시대 회화사의 큰 틀을 조명한다.

## 조직

### 관장
- 기획운영과[12]
- 학예연구실[13]

## 소장품
2016년 12월 31일 기준 소장품 현황은 다음과 같다.
| 금속    | 토제     | 도자기   | 석      | 유리 보석 | 초제 | 나무  | 골각 패갑 | 지      | 피모 | 사직 | 종자 | 기타 | 계       |
| ------- | -------- | -------- | ------- | --------- | ---- | ----- | --------- | ------- | ---- | ---- | ---- | ---- | -------- |
| 1,347건 | 17,670건 | 13,530건 | 3,508건 | 216건     | 1건  | 356건 | 204건     | 1,188건 | -    | 42건 | 1건  | 1건  | 38,065건 |
| 2,305점 | 33,154점 | 44,906점 | 5,713점 | 1,991점   | 1점  | 431점 | 674점     | 1,349점 | -    | 57점 | 2점  | 4점  | 90,587점 |

## 갤러리

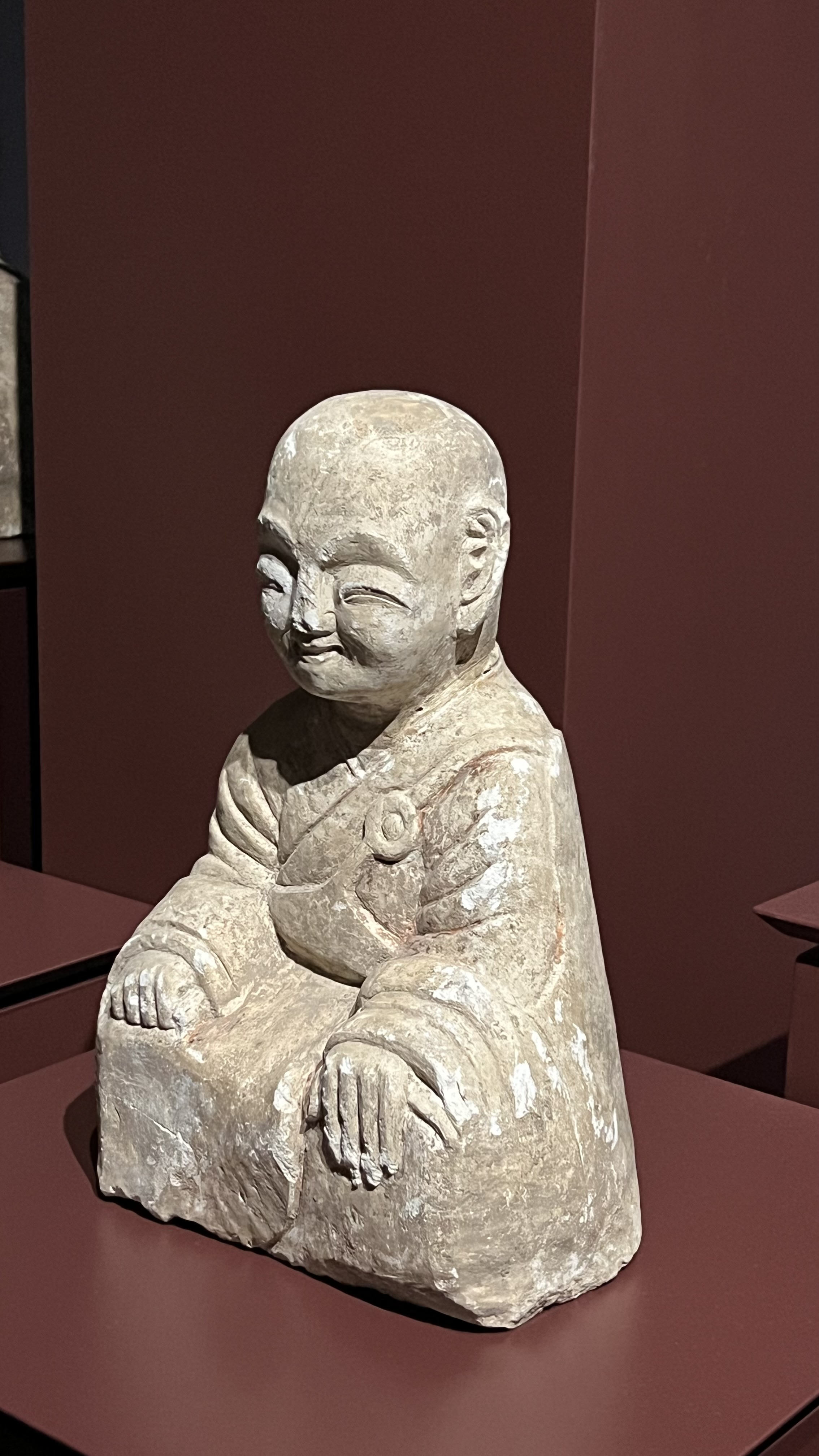
불상
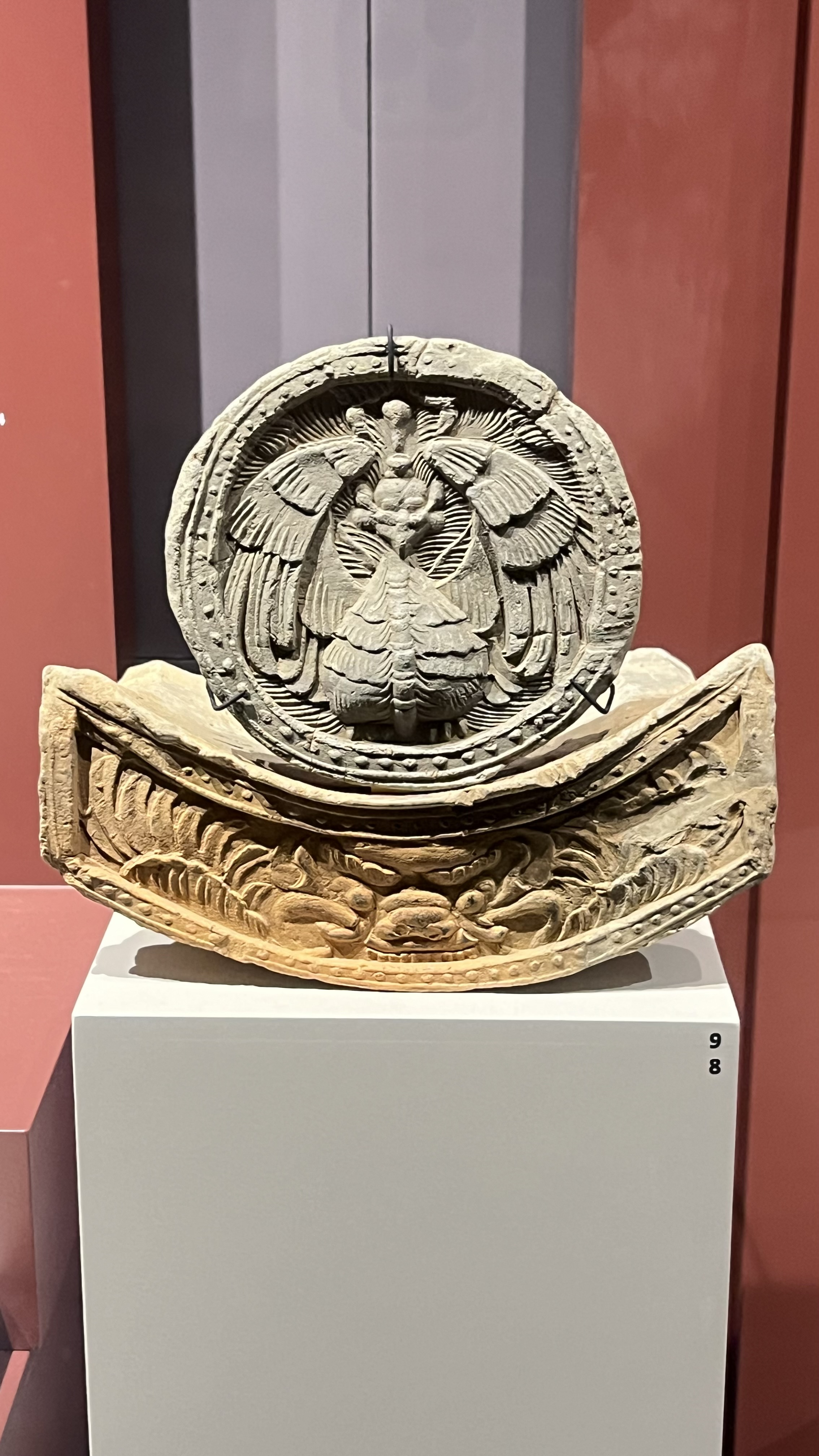
기와 막새
고려시대 오층석탑
고인돌 석묘
연자매
고인돌
3층석탑
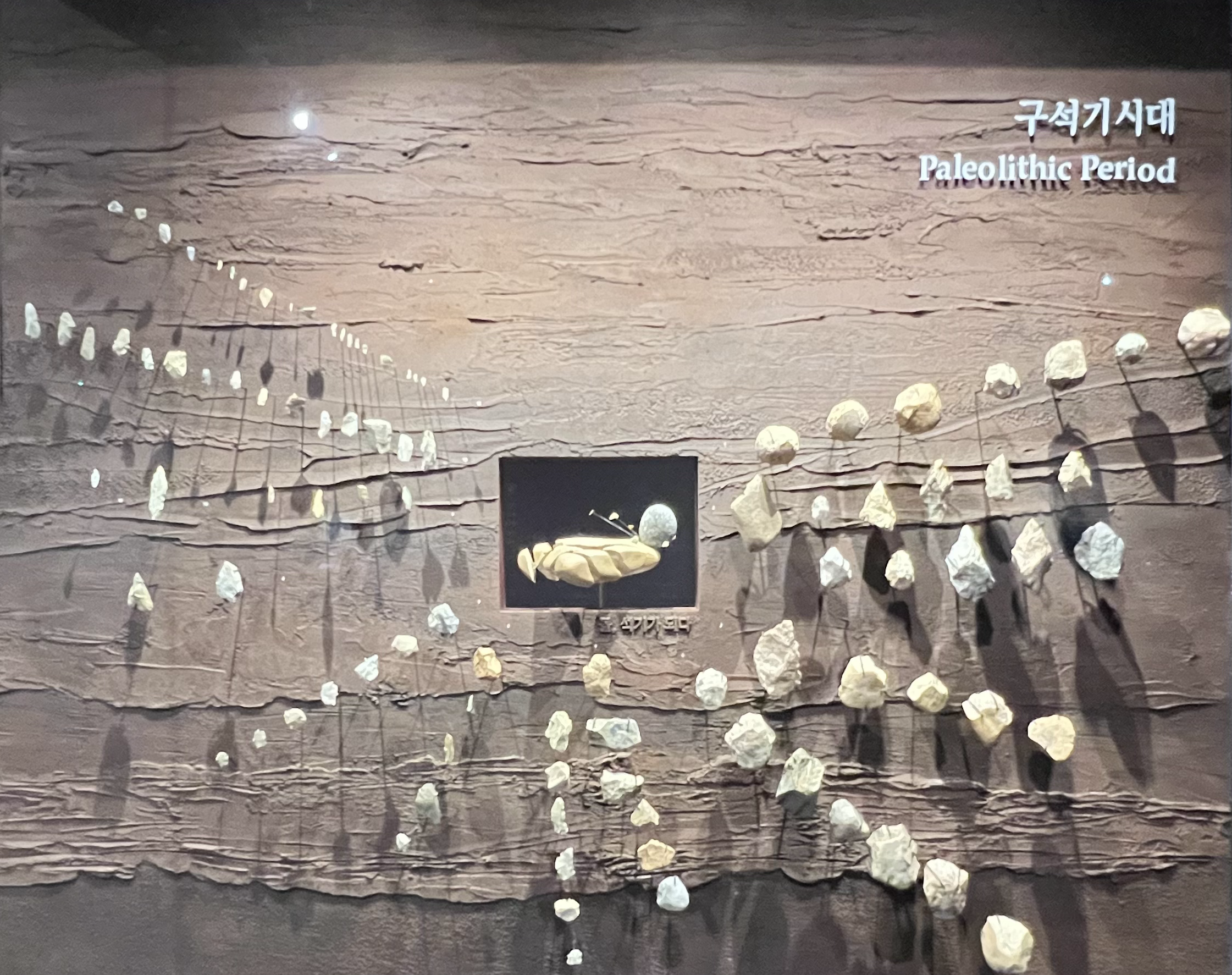
구석기 시대 유물(주먹도끼, 찍개 등)
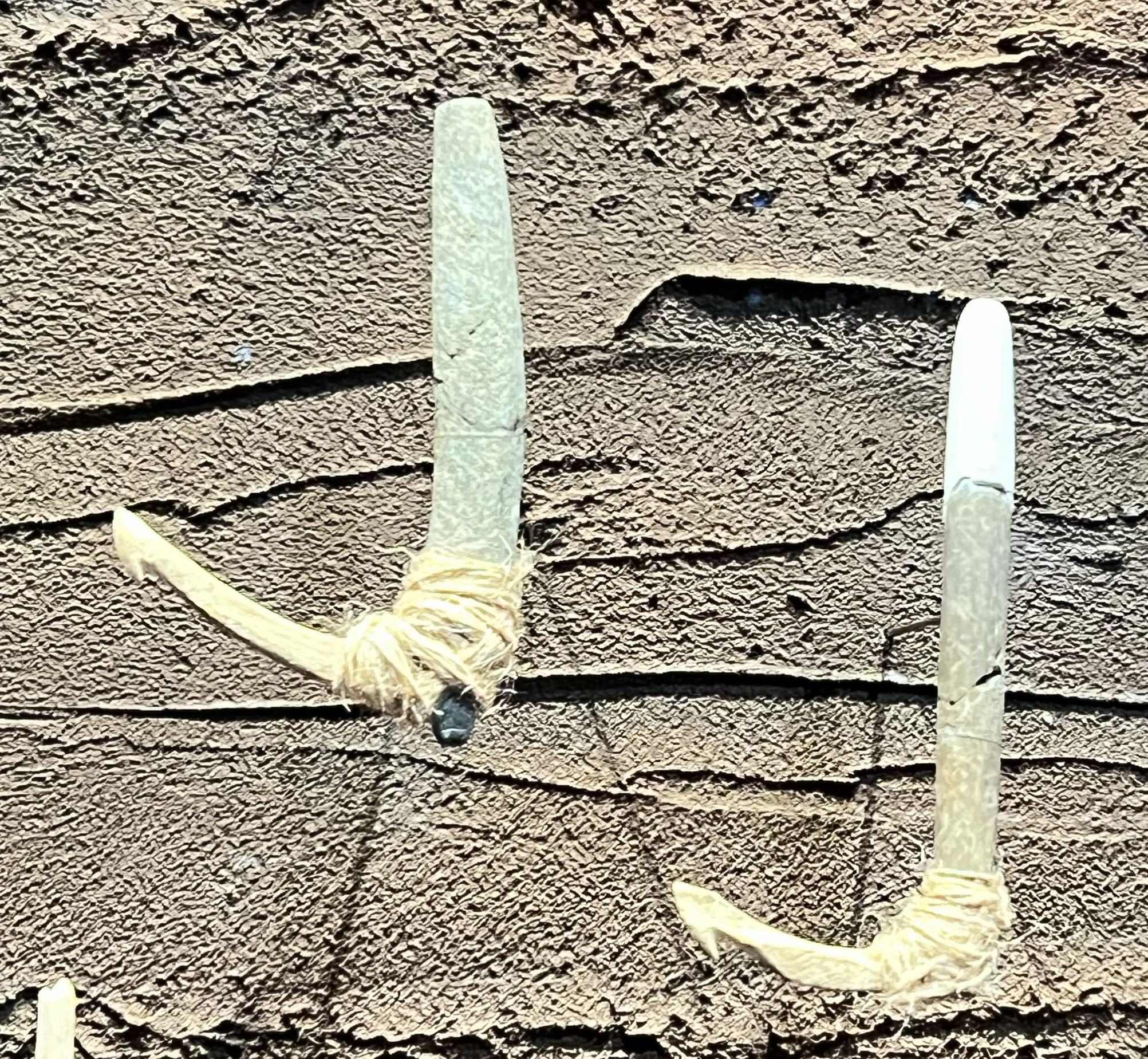
선사시대 낚시 바늘
고려시대 철제 검
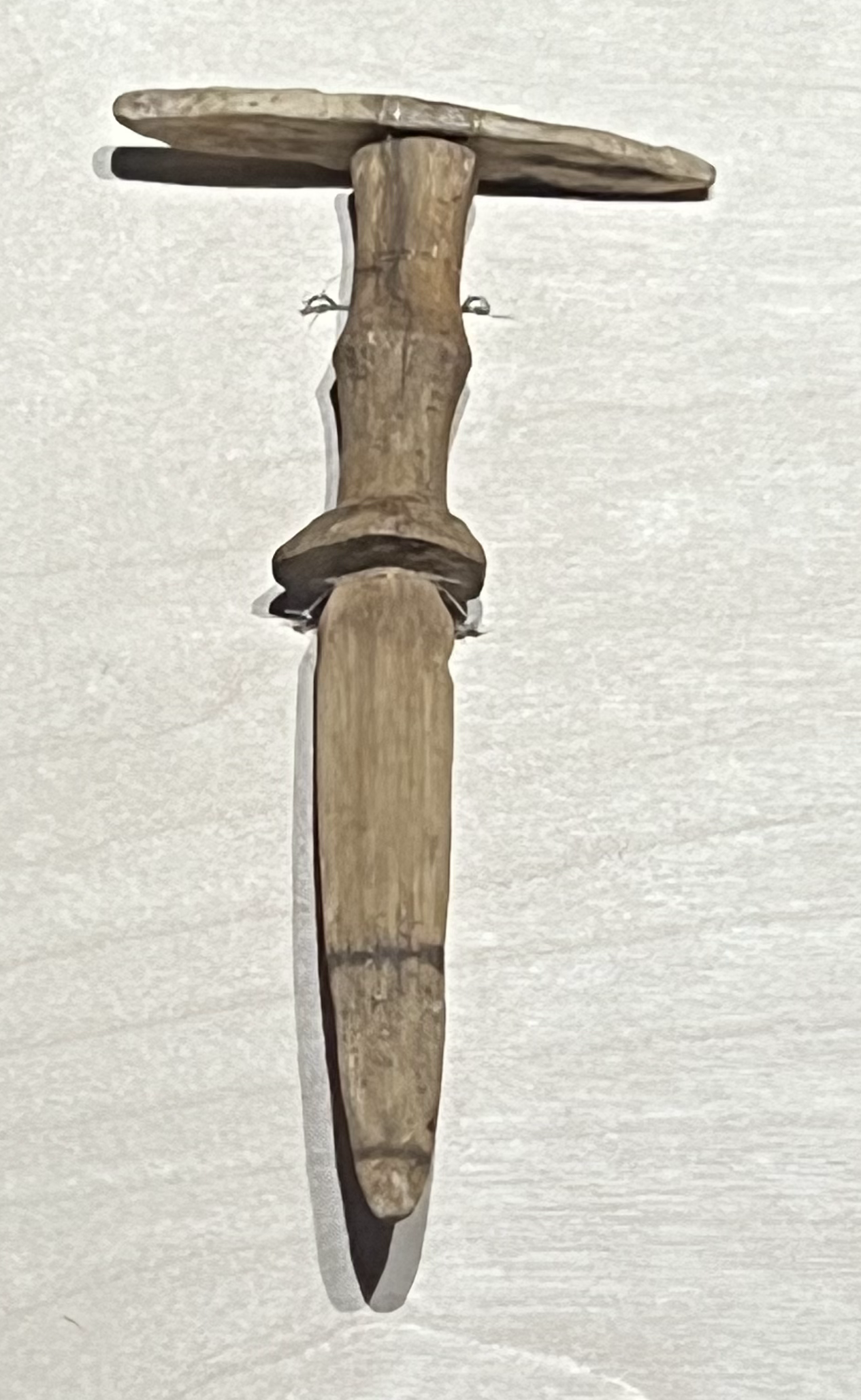
고려시대 목제 검
백제시대 철제 갑옷
고려 시대 청동국자

## 같이 보기
- 대한민국의 박물관과 미술관 목록
- 대한민국의 국립 박물관 목록